# Герберт Ніцш

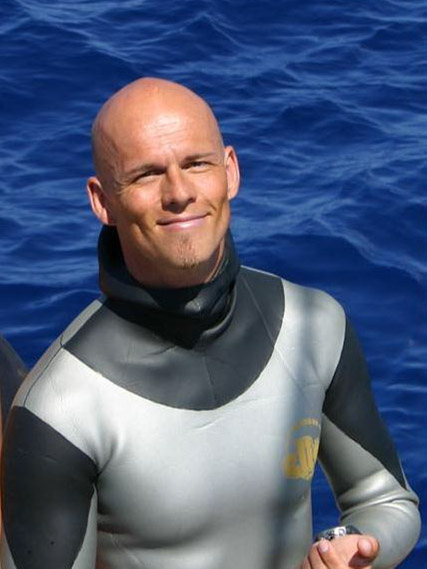
Herbert Nitsch, World Record Holder Freediver

Герберт Ніцш (Herbert Nitsch; 20 квітня 1970, Австрія) — австрійський фридайвер, що володіє світовими рекордами у всіх восьми дисциплінах, які признаються AIDA International. В даний момент він є рекордсменом за кількістю рекордів (33), встановлених у фридайвінгу і володіє титулом «найглибоководніша людина на землі». Він був присвоєний йому після встановлення нинішнього світового рекорду в категорії «No Limits», де його досягнення становить 214 метрів (або приблизно 702 фута). В 2012 году он установил еще один мировой рекорд No Limit - 253 метра.

## Біографія
Герберт працює пілотом авіакомпанії Tyrolean Airways, одночасно при цьому займається фридайвінгом.

## Досягнення
Світовий рекорд в дисципліні «Без обмежень» (NL) був встановлений в Спеце (Греція), де 14 червня 2007 була досягнена глибина 214 метрів. Цим самим Герберт побив свій рекорд в 183 метра, встановлений роком раніше.
6 червня 2012 року, на осторі Санторіні поблизу Тірасії Герберт Ніцш зробив спробу встановити новий світовий рекорд занурення в дисципліні «Без обмежень» — «Екстрим на 800 футів». 
Занурення на рекордну глибину в 253 метри та підйом були технічно успішними й потрапили до Книги рекордів Гіннеса. Через 15 хвилин після занурення у Герберта з'явилися ознаки декомпресійної хвороби. Дайвер був вимушений пройти курс лікування та реабілітації в клініках Афін і Німеччини.

## Встановлені офіційно рекорди
| Дисципліна фридайвінга | Рекорд      | Дата       | Місце                |
| ---------------------- | ----------- | ---------- | -------------------- |
| DNF                    | 131 м       | 27.01.2001 | Женева               |
| DYN                    | 170 м       | 24.02.2001 | Женева               |
| CWT                    | 72 м*       | 16.06.2001 | Мільштатське озеро   |
| CWT                    | 86 м        | 11.10.2001 | Ібіца                |
| DYN                    | 172 м       | 10.11.2001 | Берлін               |
| DNF                    | 134 м       | 24.11.2001 | Вісбаден             |
| DYN                    | 181 м       | 2.02.2002  | Відень               |
| FIM                    | 92 м        | 27.02.2002 | Австрія              |
| DYN                    | 183 м       | 16.11.2002 | Берлін               |
| FIM                    | 100 м       | 5.09.2003  | Мільштатське озеро   |
| CWT                    | 95 м        | 5.09.2003  | Мільштатське озеро   |
| CNF                    | 50 м        | 6.09.2003  | Мільштатське озеро   |
| CNF                    | 62 м        | 11.09.2004 | Спеце                |
| CNF                    | 66 м        | 12.09.2004 | Спеце                |
| NLT                    | 172 м       | 2.10.2005  | Жир'є                |
| NLT                    | 183 м       | 28.08.2006 | Жир'є                |
| CWT                    | 111 м       | 9.12.2006  | Хургада              |
| STA                    | 9:04 хвилин | 13.12.2006 | Хургада              |
| NLT                    | 185 м       | 13.06.2007 | Спеце                |
| NLT                    | 214 м       | 14.06.2007 | Спеце                |
| CNF                    | 83 м        | 21.10.2007 | Дагаб                |
| CWT                    | 112 м       | 1.11.2007  | Шарм-еш-Шейх         |
| CWT                    | 114 м       | 4.04.2009  | Лонг-айленд (Багами) |
| FIM                    | 109 м       | 6.04.2009  | Лонг-айленд (Багами) |
| CWT                    | 120 м       | 11.04.2009 | Лонг-айленд (Багами) |
| VWT                    | 142 м       | 7.12.2009  | Лонг-айленд (Багами) |
| FIM                    | 112 м       | 8.12.2009  | Лонг-айленд (Багами) |
| CWT                    | 123 м       | 9.12.2009  | Лонг-айленд (Багами) |
| FIM                    | 114 м       | 19.04.2010 | Лонг-айленд (Багами) |
| CWT                    | 124 м       | 22.04.2010 | Лонг-айленд (Багами) |
| FIM                    | 120 м       | 25.04.2010 | Лонг-айленд (Багами) |
| NLT                    | 253 м       | 06.06.2012 | Санторині            |

Досягнення 72 м в дисципліні CWT прирівнюється рекорду AIDA в озерах; після 31 грудня 2001 року AIDA International об'єднала в одну категорію занурення в озерах і морях.